# Nić przędna
Nić przędna – wielofunkcyjna, długa i cienka nić, włókno powstające w efekcie zakrzepnięcia na powietrzu wydzieliny gruczołów przędnych niektórych stawonogów, zbudowane  z włókien fibroinowych sklejonych serycyną. Nić przędna pająków nazywana jest nicią pajęczą, a utworzone z niej sieci łowne – pajęczyną. Powszechnie nazwy te są używane jako tożsame, zarówno w znaczeniu samej nici jako włókna (nić jedwabnika, nić pajęcza, nici pajęczyny), jak i wytworzonych z nich struktur (sieci łowne, opląt, oprzęd i inne). 

## Powstawanie

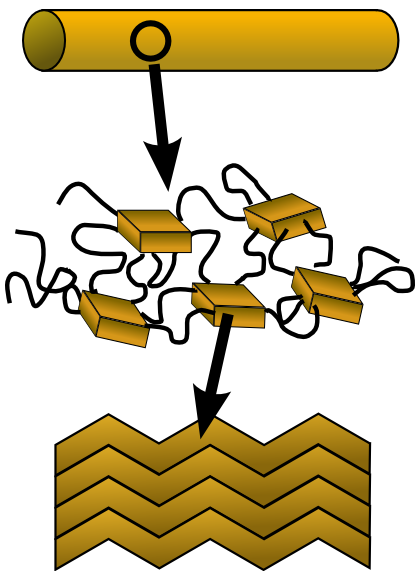
Struktura nici pajęczej

Nici przędne powstają w efekcie zakrzepnięcia na powietrzu wydzieliny kądziołków przędnych pająków lub gruczołów przędnych zaleszczotków, przędziorkowatych, niektórych wijów oraz larw chruścików i motyli. Gruczoły przędne występują licznie i są połączone w wyspecjalizowane grupy produkujące wydzielinę o odmiennym dla każdej grupy składzie. Z większości z nich powstają niteczki przędzy zlepiane ze sobą w trakcie snucia. Pozostałe wytwarzają wydzielinę służącą nadawaniu lepkości zakrzepłym już niciom lub do budowy schronisk albo kokonów jajowych. U pająków, sposób wykorzystania gruczołów przędnych oraz sposób, w jaki konstruowane są sieci łowne to cechy charakterystyczne poszczególnych rodzin.

## Właściwości
Nić pajęcza jest elastyczna, nie rozpuszcza się w wodzie, jest kilkadziesiąt razy cieńsza od ludzkiego włosa i ma bardzo dobre własności mechaniczne. Może zwiększyć swoją długość o 40% bez rozerwania się. Charakteryzuje się dużą wytrzymałością mechaniczną, najwyższą wśród naturalnych włókien. Nici przędne większości pająków cechuje wytrzymałość dwukrotnie, a chruścików 1,5 razy wyższa niż wytrzymałość stali o tym samym przekroju. 

## Funkcje
Zwierzęta wytwarzające nici przędne wykorzystują je do budowy gniazd, oprzędu, oplątu, sieci łownych, zbiorników powietrza, nici asekuracyjnych i lokomocyjnych (babie lato). 
Powszechnie znanym przykładem zastosowania nici przędnych jest pajęczyna pełniąca funkcję sieci łownej wielu pająków. Jest to mechaniczna pułapka ze splecionych ze sobą nici tworzących sieć, często o skomplikowanej budowie, i odpowiednio dobranych otworach filtrujących zdobycz.
Poszczególne grupy gruczołów przędnych wytwarzają różne typy nici. Do budowy sieci łownych wykorzystywane są sprężyste nici konstrukcyjne oraz lepkie nici, których zadaniem jest spętanie ciała ewentualnej ofiary. Inna grupa gruczołów produkuje nici służące do budowy oprzędów, oplątu, czy kokonów jajowych. U karaczanów i modliszek podobną funkcję pełni ooteka. Przykładowym gatunkiem wykorzystującym nici pajęcze do budowania zbiorników powietrza jest pająk topik (Argyroneta aquatica).
W Parku Stanowym Jeziora Tawakoni w Teksasie, w roku 2007, odnotowano po raz pierwszy ogromną sieć pajęczą o długości 180 m. Entomolodzy uważają, że sieć jest efektem współpracy pająków z rodziny omatnikowatych (Theridiidae). Entomolog z uniwersytetu w Teksasie John Jackman potwierdza, że takie pajęczyny pojawiają się co kilka lat. Do tej pory nie są znane dokładne przyczyny takiego zachowania pająków.

## Znaczenie dla człowieka

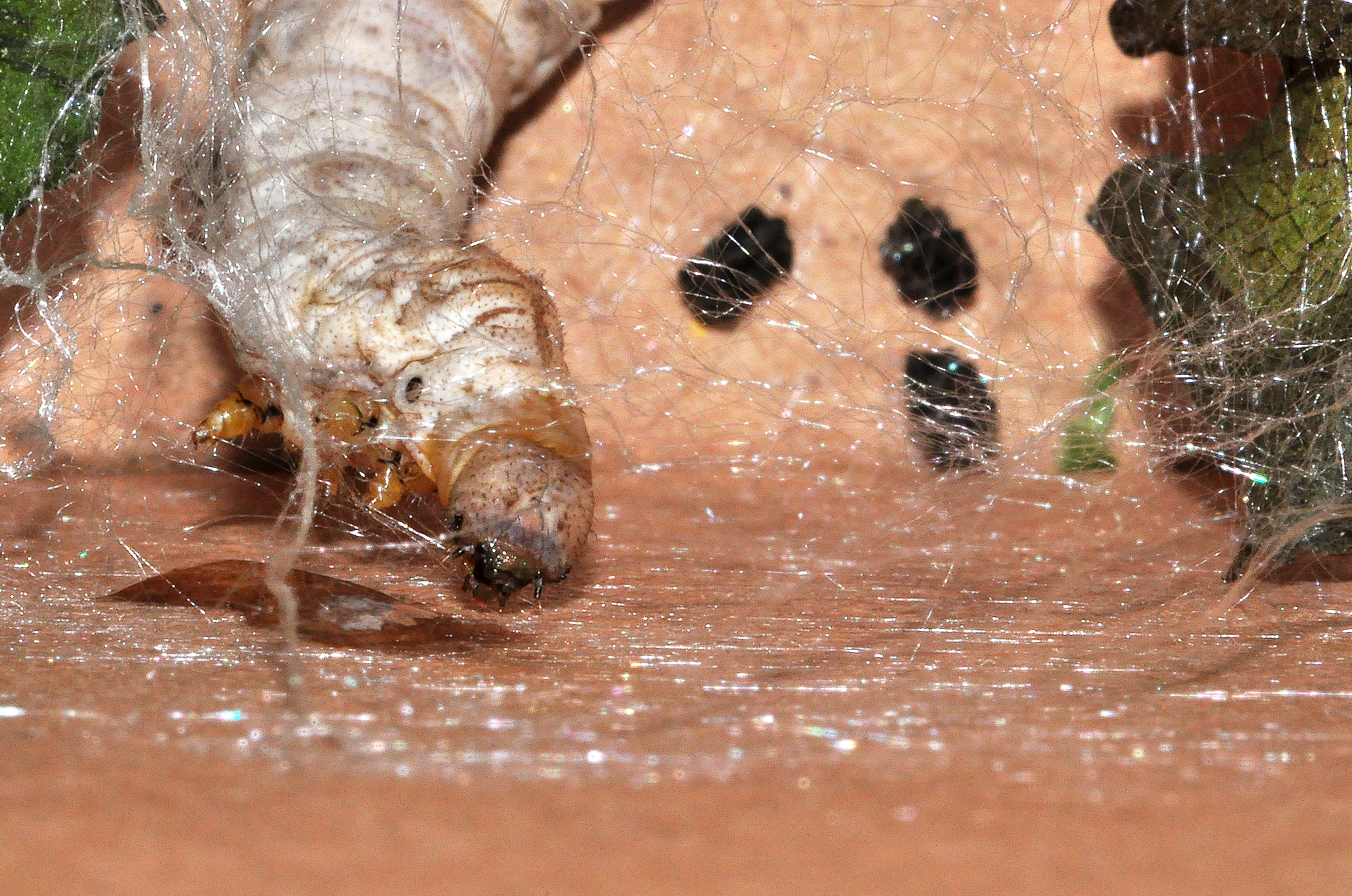
Larwa jedwabnika morwowego (Bombyx mori) wytwarzająca nić

Nić przędna larw niektórych gatunków jedwabnikowatych jest wykorzystywana do produkcji jedwabiu, a nici pająków i chruścików budzą zainteresowanie naukowców pod kątem możliwości wykorzystania w szwach chirurgicznych, wytrzymałych sieciach kablowych, odzieży sportowej i kamizelek kuloodpornych. 
Pozyskiwanie nici pajęczych w ilościach przemysłowych jest zbyt kosztowne. Pająki hodowane w zamkniętych pomieszczeniach zjadają się wzajemnie, co uniemożliwia masową produkcję nici. Większe ilości nici można pozyskiwać jedynie od pająków żyjących w warunkach naturalnych. Efekty kilku z podejmowanych prób uzyskania materiału utkanego z nici pajęczych zostały utracone. Znany jest jeden przypadek zachowania się wyprodukowanego w 2009 roku kawałka materiału o wymiarach około 3,3 m na 1,2 m. Pobrane w tym celu włókno pochodzi od ponad miliona pająków z gatunku Nephila madagascariensis. 
Naukowcy pokładają nadzieje na opracowanie wydajnych metod pozyskiwania nici przędnych (dorównujących parametrami niciom pajęczym) w manipulacjach genetycznych dokonanych na jedwabnikach.